# Ramsayville (Ontario)
Ramsayville est une communauté rurale située sur le ruisseau Ramsay, dans le district de Gloucester-Southgate à Ottawa, Ontario, Canada.
La communauté faisait partie de la ville de Gloucester quand elle a été unifiée avec la ville d'Ottawa en 2001.
Le recensement de 2011 a noté environ 90 habitants.
La communauté était un site utilisé pour l'expérimentation radiogoniométrique par la Marine royale canadienne. C'est probable que les activités qui ont eu lieu aussi tard que 1965 ont été classifiés. L'installation qu'ils ont construit était situé sur le chemin Ramsayville, qui s'appelait à l'époque le chemin Base Line. Ce n'était pas loin de SFC Leitrim, près de l'intersection du chemin Leitrim et environ huit kilomètres (cinq miles) de la ville de Gloucester.
Ramsayville a été le site d'un accident d'avion en 1950 qui a tué l'ambassadeur des États-Unis au Canada Laurence Steinhardt.

## Transport
Les routes principales sont le chemin Ramsayville, le chemin Leitrim, le chemin Anderson, le chemin Russell (en) et l'autoroute 417 de l'Ontario.